# Ламорал II Клаудиус Франц фон Турн и Таксис
Ламорал II Клаудиус Франц фон Турн и Таксис, Ламорал II Клод Франсоа (на немски: Lamoral Claudius Franz von Thurn und Taxis, Lamoral II Claudius Franz; на френски: Lamoral II Claude Francois de la Tour et Tassis; * 14 февруари 1621 в Брюксел; † 13 септември 1676 в Антверпен) е граф на Таксис от 1650 г. граф на Турн и Валзасина, и генерален-имперски постмайстор на имперската поща на Свещената Римска империя, Нидерландия и Бургундия (1646 – 1676).
Той е син и наследник на граф Леонард II фон Таксис, главен пост-майстер на империята, Нидерландия, Лотарингия и Бургундия (1594 – 1628), и съпругата му контеса Александрина де Рие-Варакс (1589 – 1666). Внук е на Ламорал фон Таксис (1557 – 1624), генерален-имперски постмайстор на имперската поща в империята, Лотарингия и Бургундия, и съпругата му графиня Геновева фон Таксис († 1628).
През 1646 г. той става пълнолетен и сменя майка си Александрина, която дотогава ръководи като заместник императорската имперска поща и пощата на Испанска Нидерландия. След разрешиние на императора той сменя през 1650 г. името си и се нарича Турн, Валзасина и Таксис, съкращава обаче името си на Турн и Таксис (на френски: de la Tour et Tassis).
През 1647 г. той назначава генеолог да пише книга за историята на фамилията му, която е готова едва през 1709 г.
Той умира на 13 септември 1676 г. в Антверпен на 55 години и е погребан в църквата Нотър Дам дю Саблон, Брюксел.

## Фамилия
Ламорал II Клаудиус Франц се жени на 6 февруари 1650 г. в Брен-ле-Шато в Брабант за графиня Анна Франсоаз Евгения фон Хорн (* 20 март 1629; † 25 юни 1693 в Брюксел), дъщеря на граф Филип Ламорал фон Хорн (1602 – 1654) и Доротея Жанна де Лигне-Аренберг (1601 – 1665). Те имат децата:
- Филип Леополд (1650 – 1657)
- Евгений Александер (1652 – 1714), генерален-имперски постмайстор, първият княз на Турн и Таксис (1695)
- Иниго Ламорал (1653 – 1713), императорски генерал на кавалерията, на 22 февруари 1689 г. в Аугсбург за графиня Мария Клавдия Франциска Валбург Фугер фон Норденхоф (1668 – 1721)
- Франц Зигизмунд (1655 – 1710), генерал-капитан и губернатор на Лиеж, женен 1684 г. за графиня Анна Хиацинта фон Урсел († 1700)
- син (1656 – 1656)
- Геновева Ернестина Мария (1657 – 1686), омъжена за Мартин Гутиерец маркиз де лос Риос, капитан на испанската гвардия
- Изабела Мария (1660 – 1671)
- Антон Александер (1662 – 1683), войник, убит пред Нойхойзел
- Мария Терезия (1663 – 1673)